# Distrito de Huarocondo
El distrito de Huarocondo es uno de los nueve que conforman la provincia de Anta, ubicada en el departamento de Cusco en el Sur del Perú.

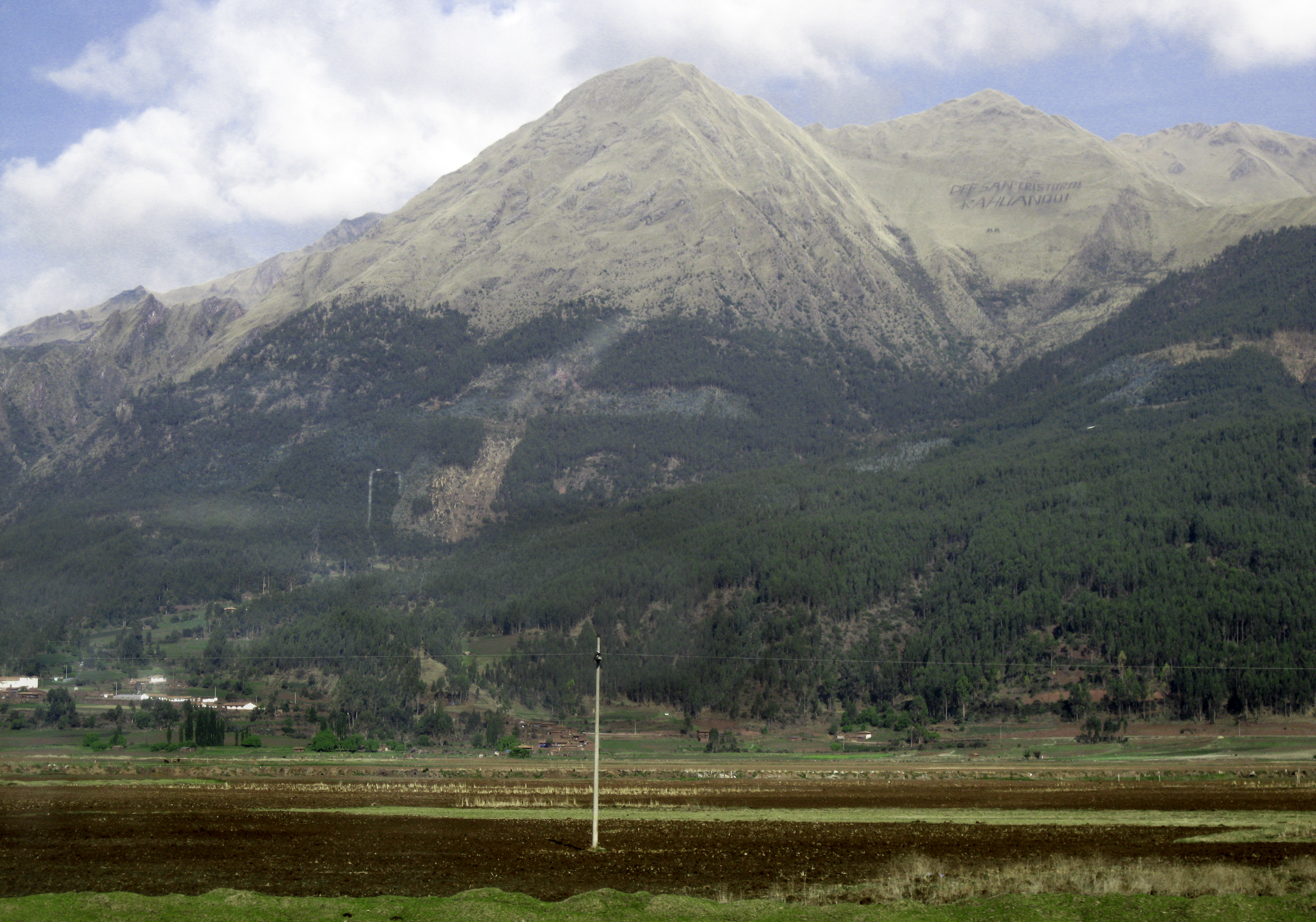
Valle del río Urubamba en Huarocondo.

Desde el punto de vista de la jerarquía eclesiástica está comprendida en la Arquidiócesis del Cusco.

## Toponimia
El nombre Huarocondo procede de las voces quechuas waru, «pedregal» y  kuntur, «cóndor», por lo que significaría «pedregal del cóndor».

## Historia
Oficialmente, el distrito de Huarocondo fue creado el 14 de noviembre de 1896 mediante Ley dada en el gobierno del Presidente Nicolás de Piérola Villena.

## Geografía
La capital es el poblado de Huarocondo, situado a 3 353 m s. n. m.

## Autoridades

### Municipales
- 2019 - 2022[3]
  - Alcalde: Rommel Edmundo Silva Pilco, del Partido Democrático Somos Perú.
  - Regidores:

  1. Zenón Ccahua Cóndor (Partido Democrático Somos Perú)
  2. Jesús Nazario Huamán Huallpa (Partido Democrático Somos Perú)
  3. Lorenzo Huamán Huallpa (Partido Democrático Somos Perú)
  4. Martina Chucya Cusi (Partido Democrático Somos Perú)
  5. Eloy Segundo Cusi Supa (Democracia Directa)

Alcaldes anteriores
- 1964 - 1966: Braulio Lovatón Díaz, de Alianza Acción Popular - Democracia Cristiana.
- 1967 - 1969: Segundo Rodríguez Salas, de Lista Independiente N° 4.
- 1969 - 1980: Gobierno militar.
- 1981 - 1983: Juvenal Chacón Zúñiga, de Acción Popular.
- 1984 - 1986: Félix Ferécides Silva García, de Acción Popular.
- 1987 - 1989: Tomas Gutiérrez Paredes, del Partido Aprista Peruano.
- 1990 - 1992: Ángel Paulino Atausupa Champi, de Izquierda Unida.
- 1993 - 1995: Juan Clímaco Ninan Huarancca, de L.I.N° 9.
- 1996 - 1998: Ezequiel Daniel Vargas Pareja, de L.I. Nro 13.
- 1999 - 2002: Simón Ccorimanya Ccahua, del Movimiento Independiente Vamos Vecino.
- 2003 - 2006: Luis Beltrán Román Atausupa, del Movimiento Político "Gobierno Participativo Ayllu".
- 2007 - 2010: Simon Ccorimanya Ccahua, del Partido Aprista Peruano.
- 2011 - 2014: Juan Clímaco Ninan Huarancca, del Partido Aprista Peruano.
- 2015 - 2018: Miguel Huamán Cóndor, de Tierra y Libertad Cusco.

### Policiales
- Comisario:

## Festividades
- Festival del Lechón.
- Virgen del Carmen.
- Santiago.
- San Martín de Porres.